# 緑のヘルシーロード

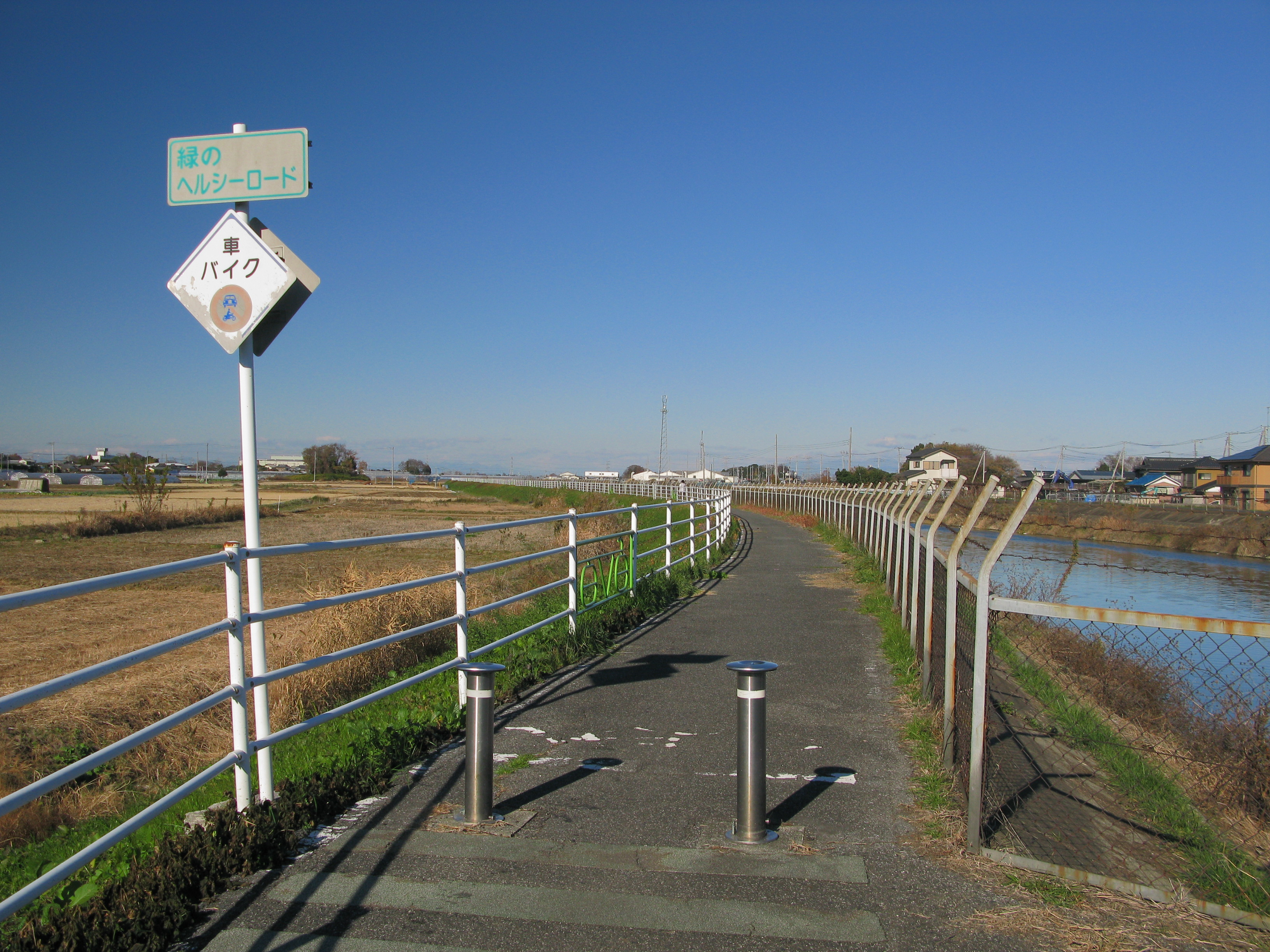
久喜市（旧菖蒲町）新堀地区（2011年12月）

緑のヘルシーロード（みどりのヘルシーロード）は、埼玉県にある見沼代用水に沿いに設けられた自転車・歩行者・農耕車の専用道路（自転車歩行者専用道路）である。

## 起点・終点・実延長・概要

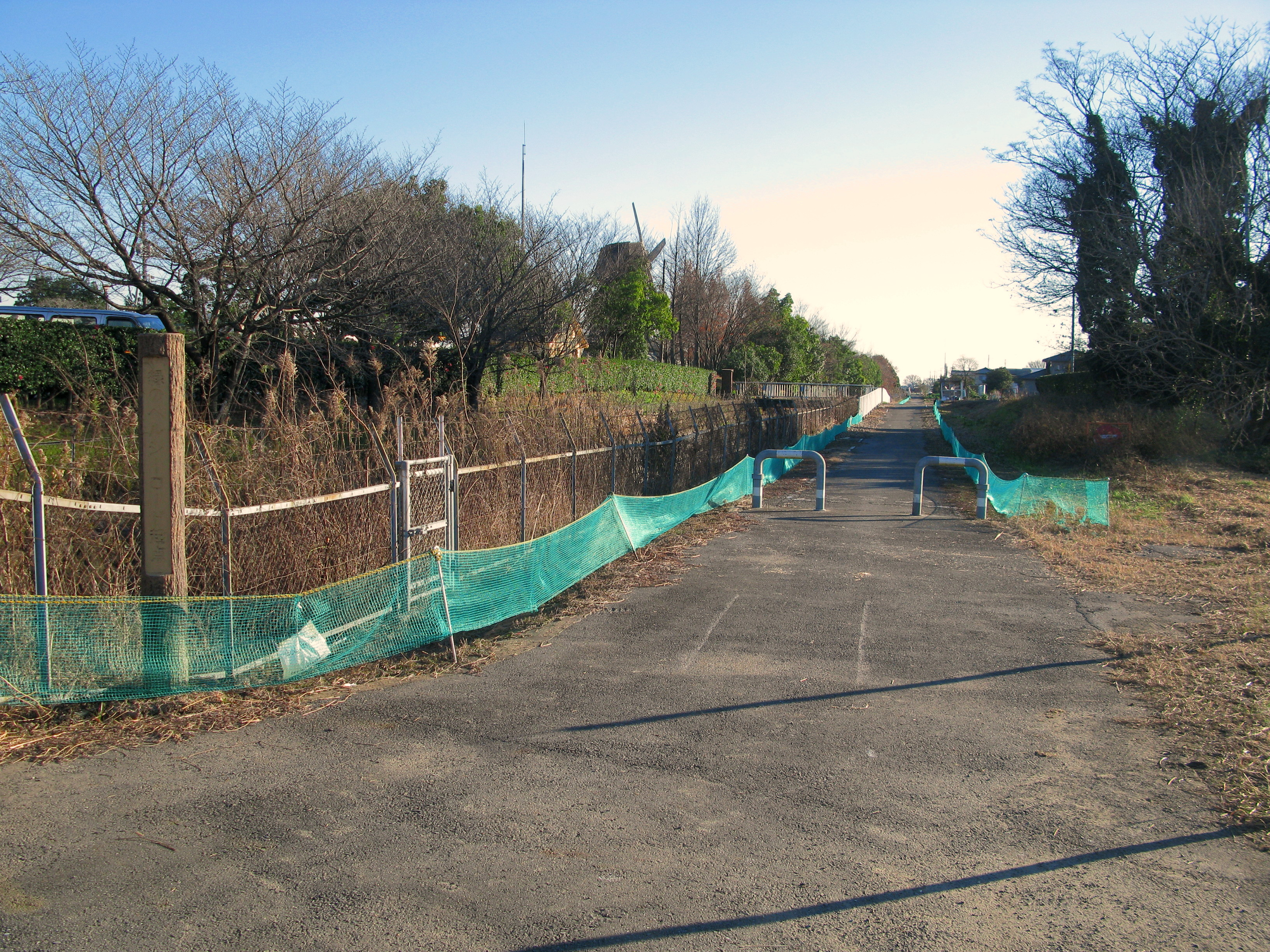
緑のヘルシーロード起点

- 起点 埼玉県行田市大字須加
- 終点 埼玉県川口市新井宿
- 実延長 約56.5 km

## 概要
見沼代用水沿いに設けられた自転車歩行者専用道路であるが、一般道路を共用区間としている部分や、自転車での通行が困難な狭い箇所もある。 埼玉県加須市（旧北埼玉郡騎西町）外田ヶ谷および埼玉県久喜市菖蒲町菖蒲において、水と緑のふれあいロードが分岐する。
1kmごとに起点からの距離を表示した標識が立っており、起点を背にして見る側には「利根大堰から○○ｋｍ」反対向きには「利根大堰まで○○ｋｍ」と記載がある。
用水路の改修により生み出された土地や管理道路を利用して設置されたものであり、状況によって見沼代用水の右岸・左岸とたびたび変わるので、橋がある都度確認する必要がある。

## 交差する交通機関
- 国道125号
- 国道16号
- 国道463号
- 国道298号・東京外環自動車道
- 秩父鉄道秩父本線
- JR東北新幹線
- JR東北本線（宇都宮線）
- 東武野田線（東武アーバンパークライン）
- JR武蔵野線

## 近隣・沿道の施設
- 利根大堰
- 見沼元圦公園
- 見沼公園
- 武州荒木駅
- 古代蓮の里
- 埼玉県環境科学国際センター
- 久喜市役所菖蒲総合支所
- 七里総合公園
- 見沼自然公園
- 浦和大学
- 青山学院大学系属浦和ルーテル学院小学校・中学校・高等学校
- 大崎公園
- クリーンセンター大崎
- さいたま市浦和くらしの博物館民家園
- 川口自然公園
- 見沼通船堀
- 川口市立グリーンセンター